# Piptochaetium
Piptochaetium és un gènere de plantes de la família de les poàcies, ordre de les poals, subclasse de les commelínides, classe de les liliòpsides, divisió dels magnoliofitins.

## Taxonomia
- Piptochaetium angolense Phil.
- Piptochaetium avenaceum (L.) Parodi
- Piptochaetium avenacioides (Nash) Valencia & Costas
- Piptochaetium bicolor (Vahl) E. Desv.
- Piptochaetium bicolor var. minor (Speg.) Parodi
- Piptochaetium fimbriatum (Kunth) Hitchc.
- Piptochaetium hackelii (Arechav.) Parodi
- Piptochaetium lasianthum Griseb.
- Piptochaetium laterale (Munro ex Regel) Roshev.
- Piptochaetium lejopodum (Speg.) Henrard
- Piptochaetium montevidense (Spreng.) Parodi
- Piptochaetium napostaense (Speg.) Hack. "flechilla negra"
- Piptochaetium ovatum var. purpurascens Hack. (=Piptochaetium stipoides var. purpurascens (Hack.) Parodi)
- Piptochaetium panicoides (Lam.) E.Desv.
- Piptochaetium ruprechtianum E.Desv.
- Piptochaetium stipoides (Trin. i Rupr.) Hack. ex Arechav.
- Piptochaetium stipoides var. purpurascens (Hack.) Parodi
- Piptochaetium verruculosum (Mez) Henrard

## Sinònims
Caryochloa Spreng., 
Podopogon Raf.